# 다이빙벨 (영화)
《다이빙벨》은 세월호 침몰 사고에 다이빙벨을 투입하는 과정을 다룬 다큐멘터리 영화이다. 이상호와 안해룡이 감독했다.
안해룡 감독은 '다이빙벨'의 부산영화제 상영과 관련해서 "영화 '다이빙벨'은 희생자나 유족의 얘기가 아닙니다. 무고한 시민들이 억울하게 희생되는 구조의 책임을 져야 할 권력과, 감시자 역할을 해야 할 언론에 대한 이야기입니다. 비판이 아니라 의문 제기고요...영화를 보고 세월호 사건이 왜 참사가 되었는지, 구조 당국은 무엇을 했는지, 이런 다양한 질문들을 관객들이 더 많이 해 주신다면 이 의문투성이 상황에서 벗어나 조금은 진실에 가까워질 수 있을 거라 생각합니다. 영화는 그저 작은 질문의 실마리를 던진 것에 불과해요."라고 말했다.
또한 안 감독은 인터뷰를 통해 "그분(유가족)들은 물론 소중하고, 그 아픔 또한 이해하지만 진실을 위해선 더 큰 문제제기를 해야 한다"고 말했다.
이 영화는 2015년 후쿠오카아시아영화제(Fukuoka Asian Film Festival)에서 그랑프리를 수상했다. 2015년 제29회 한국 출품작은《다이빙벨》외에 《워킹걸》(정범식 감독),《헬머니》(신한솔 감독)이 있었다. 이 영화제는 매우 소규모의 민간 영화제이며, 홈페이지를 참고하면 출품비는 무료이며 심사위원 및 심사절차는 명확히 알 수 없다. 참고로 2016년 제30회 영화제(2016.7.6~7.10)에는 특별상영작을 포함 총 14 작품이 상영되었다. 그 중에서 한국 영화가 총 4편으로 《먹는 존재》(이철하 감독), 《소년》(김현승 감독), 《연기의 중력》(정근웅 감독),《불안한 외출》(김철민 감독)이었고, 《불안한 외출》이 그랑프리를 수상했다. 후쿠오카에는 '후쿠오카아시와영화제' 외에 '포커스온아시아 후쿠오카국제영화제(アジアフォーカス・福岡国際映画祭, Focus on Asia - Fukuoka International Film Festival)'가 있다. 두 영화제는 다른 영화제이다.

## 줄거리
'다이빙벨'은 2014년 4월 16일 여객선 세월호가 침몰한 이후 보름 간 승객 구조 방식을 두고 벌어졌던 대립의 상황을 담았다. 세월호 참사 당시 구조작업이 교착상태에 빠지자 알파잠수기술공사 대표 이종인이 대안으로 제시한 '다이빙벨'의 투입에 대해 구조당국이 투입에 미온적 또는 투입 자체를 방해하여 제대로 구조활동을 펼칠 수 없었다는 내용을 다루고 있다.

## 출연

### 주연
- 이종인

## 기타
- 구성: 박채정
- 책임프로듀서: 김영우
- 프로듀서: 정현우
- 프로듀서: 정상민
- 프로듀서: 황혜림
- 조감독: 이준형
- 녹음: James Meslin, John Arbuckle
- 음향편집: 함현경
- 믹싱: 황세은
- 사운드디자인: 표용수
- 사운드디자인: 고은하
- 사운드슈퍼바이저: 표용수
- 음악지원: Irv Cuttler
- 음악지원: Thomas Karolyi
- 음악지원: 정현정, 송재협
- 음악지원: 성화정
- 제작감수: 서해성
- 취재: 김란
- 취재: 나혜윤
- 취재: 강주희
- 취재: 문장원
- 취재: 이미경
- 법률자문: 김성훈
- 법률자문: 정진영
- 법률자문: 이동원
- 법률자문: 이동주
- 디지털색보정: 김재훈
- 모션그래픽: 김경란
- 모션그래픽: 양형석
- 캘리그라피: 이상현
- 자막: 김명훈
- 배급총괄: 김일권
- 국내배급: 안보영
- 국내배급: 이혜진
- 국내배급: 김하늘
- 국내배급: 김혜미
- 홍보마케팅: 오보라
- 홍보마케팅: 김혜림
- 온라인마케팅: 남유경
- 온라인마케팅: 서유진
- 해외마케팅: 손민경
- 해외마케팅: 서정미

## 핵심적 논쟁 사항
이 영화의 가장 핵심적인 논쟁 사항인 다이빙벨의 실효성을 검증하는 방식은 일반적인 다큐멘터리가 채택하는 방식과 거리가 있다. 영화 첫 부분에서 이종인이 《JTBC 뉴스룸》(당시 《JTBC 뉴스 9》, 손석희 진행)에 2014년 4월 18일 출연한 부분이 나온다. 여기서 이종인은《다이빙벨》은 "유속에 상관없이 20시간 연속으로 작업할 수 있는 기술"이라고 주장하는데, 뉴스를 통해 전달되면서 이종인의 주장이 이미 검증되었고 다이빙벨이 만능의 구조장비라는 인상을 시청자와 관객들에게 전달한다. 이종인의 주장을 이종인이 출연한 뉴스의 공신력에 의존하여 검증하는 방식을 채택하고 있다고 볼 수 있다. 당시 다이빙벨의 효과에 대한 전문가들의 시각은 엇갈렸다. 그러나 구조 실패의 원인을 ‘다이빙벨의 부재’로 규정하는 이는 없었다.
전직 MBC 기자인 이상호 감독은 영화 내에서 관찰자 역할 뿐만 아니라 핵심적인 메시지 전달자로서 전면에 나서고 있다. 영화에서 그가 잠수관련 전문지식을 갖춘 것으로 묘사되지는 않지만, 최소한 기자로서 이종인이 제작한 다이빙벨이 그의 주장처럼 만능이 아닐 수도 있다는 합리적 의심이나, 다이빙벨이 세월호 참사 지점의 환경에 적합하지 않다는 해양구조 전문가들의 의견을 균형감 있게 보여주지 않는다.
또 다른 핵심적 논쟁사항은 영화 내내 던져지는 메시지로 해경 등 구조당국이 불순한 의도로 다이빙벨 투입을 방해했다는 의혹이다. 이상호는 2014년 10월 17일 서울 종로구 시네코드 선재에서 열린 언론시사회에 참석하여 "...우리가 해양구조 전문 기자도 아니다. 가족들도 모른다. 그런데 어떤 의도가 다이빙벨의 투입을 막았던 것이다. 그 의도는 해경의 구조 실패를 조직적으로 보도하지 못하게 했던 보이지 않은 손에게 물아봐야 할 문제인 것 같다"고 말했다. 본인이 스스로 해양구조 관련 전문가가 아니라고 인정하면서도, 영화 속에서 다이빙벨 투입이 필요한 일이었다는 본인의 확신을 뒷받침해 줄 이종인 이외의 전문가 인터뷰나 반론은 전혀 보여주지 않는다. 시종일관 본인의 주장과 정부와 구조당국에 대한 의혹만을 쏟아내면서 스스로 사상누각의 형국으로 제 틀을 갖추지 못하고 내부에서 무너진다.
영화는 다이빙벨에 산소를 공급하는 호스가 찢어지고, 해경 쾌속정이 다이빙벨 작업 중인 바지선에 다가오다 쿵하고 부딛치는 상황을 모두 다이빙벨을 방해하기 위한 어떤 음모로 단정 짓는다. 그리고 투스타(소장)가 와서 다이빙벨 실패했다고 말하지 않으면 죽이겠다고 협박했다는 이종인의 주장을 사실확인없이 이종인의 입장에서 내보낸다. 음모는 오로지 이종인 대표의 주장만으로 이야기될 따름이며, 전문가의 소견을 듣거나 검사를 하지 않고, 쾌속정이 부딛친 이유에 대해 바지선 탑승자의 의견이나 해경 측의 설명을 담아내지 않는다. 영화는 처음부터 끝까지 자신들이 하는 주장을 뒷받침하는 인터뷰나 검사는 하지 않는다. 다큐멘터리가 반드시 중립적이어야 하는 것은 아니지만, 사회 고발 다큐멘터리의 거장 마이클 무어의 작품들을 보면 본인과 반대되는 주장을 포함하여 방대한 인터뷰와 자료수집을 하고 있다. 이 영화에는 팩트제시가 아니라 감성적인 동의를 구하고 있는 장면들이 반복되고, 주장에 대한 근거는 없이 강박관념적 주장이 담겨 있다는 평가도 있다.

## 왜곡
2016년 1월 21일 서울고등법원은 《JTBC 뉴스룸》이 2014년 4월 18일 이종인을 출연시켜 대안으로 제시한 '다이빙벨' 보도(당시 뉴스 영상)에 대해 "재난 등에 대한 불명확한 내용이나 정보를 사실인 것처럼 방송해 시청자들을 혼동하게 했다"고 판결했다. JTBC <뉴스룸> 보도 중 문제가 된 표현은 ‘다이빙벨은 유속에 상관없이 20시간 연속으로 작업할 수 있는 기술’이라는 부분이다. 법원은 이와 관련해 “이종인의 다이빙벨이 세월호 침몰 해역의 유속에도 불구하고 20시간 동안 연속으로 작업할 수 있는 기술인 것으로 보이지 않는다”고 판단했다.

## 초기 구조작업에 대한 이종인의 평가 및 다이빙벨 관련 설명
이종인이 2014년 4월 19일 한 언론과의 인터뷰 내용을 보면, 정부가 다이빙벨을 보유하고 있는 본인 업체를 전시(戰時) 동원구난업체로 지정해 놓고도 세월호 구조작업에 동참하라고 지시를 내리지 않은 것에 이해할 수 없다는 태도를 보인다.
본인 업체가 보유한 다이빙벨에 대해서는 "지금 물살이 거칠고 수중작업이 기껏해야 한번에 15~20분 밖에 안된다고 하는데, 이 장비는 공기가 들어 있어 30미터까지 내려간 상태에서 잠수부들이 교대로 작업한 뒤 물 위로 오르기 전에 감압을 할 수 있게 돼 있다" 고 설명한다. 하루 전인 2014년 4월 18일 JTBC 뉴스에서는 '다이빙벨이 물 속에서 유속(流速)과 관계없이 20시간 연속 작업이 가능하게 해주는 수중 엘리베이터와 같은 장비'로 설명했으나, 이날 인터뷰에서는 '30미터 깊이에서 물 위로 올라오기 전에 감압을 하는 장비'로 소개하고 있다. 이 두 인터뷰에서 다이빙벨에 대한 그의 설명은 차이가 있어 보인다.
이종인은 또한 이 인터뷰에서 '언제까지 물살 때문에 어렵다고 할 것이냐..구조작업을 지휘한 사람들은 구조결과에 대한 책임을 물어야한다. 물살이 우리나라에서 울독목 다음으로 센 곳이라고 뉴스가 나오는데 어려움을 강조하는 것은 이해하지만, 이기고 구해낼 방법을 찾아야지 백날 어렵다는 얘기만 할 것이냐'라고 구조 작업을 강한 어조로 비난했다.

## 이종인 다이빙벨 자진 철수
이종인은 2014년 4월 21일 다이빙벨 장비를 실은 바지선을 타고 팽목항에 도착했지만 해경이 안전상의 이유로 투입을 반대하여 발길을 돌린다. 이종인의 4월 24일 JTBC '뉴스9'와의 전화 인터뷰(JTBC 뉴스 동영상)에 따르면 이종인은 해경이 제시한 안전상의 이유에 대해 맞는 말이라고 수긍한 것으로 보인다. 그리고 "20시간은 한 사람이 들어가서 있는 것이 아니라 한 팀이 40분에서 1시간 작업을 하고 나오면 바로 다음 팀과 교대를 하며, 20시간 조류에 관계 없이 작업을 할 수 있는 거죠"라고 말하면서, 4월 18일 JTBC '뉴스9'와의 최초 인터뷰 당시 강조했던 20시간 연속작업의 의미를 바꿔버린다.
세월호 실종자 가족들은 4월 24일 오후 팽목항을 찾은 이주영 해양수산부 장관, 김석균 해양경찰청장에게 이종인의 작업 참여를 강력히 요구해 다이빙벨 투입을 약속 받았다. 이종인은 앞서 언급한 JTBC '뉴스9'와의 전화 인터뷰에서 "오후 9시 30분쯤 해양경찰청장이 전화를 통해 다이빙벨 투입을 요청했다..."고 밝혔다. 이종인은 다이빙벨을 가지고 4월 25일 사고해역에 도착했으나 기상 악화 등으로 투입되지 못한 채 이튿날 되돌아왔고, 4월 29일 오후 6시 다이빙벨을 실은 바지선(이후, 알파 바지선)을 사고해역에 있는 언딘 리베로호와의 접안하는데 처음으로 성공했다. 알파 바지선이 이날 오전 6시 팽목항을 떠난지 12시간만에 이뤄진 것이다. 4월 30일 다이빙벨이 오후 3시 42분경 작업에 투입됐다가 30여분 만인 4시 13분경 끌어 올려졌다. 다이빙벨은 잠수사 3명을 태우고 수심 19미터까지 내려갔으나 공기주입 불량과 통신장애 등으로 끌어 올려졌다. 이종인은 "투입 과정에서 잠수부 1명의 공기호스가 다이빙벨 운용 와이어에 씹혀 터졌다"고 말했다. 이에 앞서 4월 30일 오전 3시경 세월호 선체와 이종인의 바지선을 연결하는 버팀줄을 설치하던 잠수사 2명이 조류에 휩쓸려 100여미터 떠내려가다 해군에 구조되었다.
5월 1일 오전 3시20분 경 잠수사 3명을 태우고 투입돼 2시간을 못 채우고 5시 17분경 물 밖으로 나왔다. 이종인은 "다이빙벨이 수심 23미터에서 설치돼 잠수사 2명이 각각 25분과 20분 등 50분간 수색을 했다"고 주장했다. 이종인의 다이빙벨은 이날 오전 2시간가량 투입한 것을 제외하면 사실상 제대로 물 속으로 들어가지 못했다. 5월 1일 다이빙벨 투입 후 (실종)가족 브리핑에서 다이빙벨의 실효성, 수색시일 허비 여부, 잠수사 능력 등에 의문을 제기하는 가족들이 적지 않았다. 한 가족은 "다이빙벨 작업으로 4일간 선미쪽 수색작업이 제대로 진행되지 못했다"고 주장했다.

## 이종인 논란 발언
이종인은 2014년 5월 1일, 4시경 언론 인터뷰(팩트TV 영상, 판도라TV에서 인용)에서 이종인은 다이빙벨을 한 차례만 투입하고 철수하는 이유는 "본인이 다이빙벨을 가져와서 공을 세우면 분란이 일어나며 지금까지 고생한 해경, 해군 등의 공을 뺏는 일이 되기 때문에 포기하겠다"는 의미로 말했다. 기자들이 '공을 뺏기 때문에 포기한다는 것은 궁색한 변명'이라면서 재차 문의했지만, 이종인은 "이유는 그것 밖에 없다"고 말했다. "다이빙벨은 20시간 연속작업이 가능하다"고 말했던 것에 대해 이종인은 "20시간은 사람이 물에 들어가서 초인도 견딜 수 없는 시간이다. 조가 1시간, 1시간 반씩 교대하면서 작업할 수 있다는 의미였다"고 말했다. 또한 "언딘과의 마찰은 있을 수 있는 작은 수준이었으며, 해경과의 협조는 잘 이루어졌다"고 말했다.
이종인은 이 인터뷰에서 매우 논란이 되는 발언을 한다. 기자가 (이렇게 포기할 것이었다면) '다이빙벨을 가져온 이유가 뭔가'라고 질문하자, 이종인은 "다이빙벨을 써 봤다. 조류에도 (투입)할 수 있다는 것이 증명되었다"라고 말했다. 그리고 "(다이빙벨 투입) 이것이 사업하는 사람으로서 뭘 입증하고 입증받을 수 있는 기회이고, 정부에서도 경제적으로 보장을 했고.. 그래서 사람(잠수사)를 얼마든지 사서 할 수 있다고 생각을 했다." 고 말했다.
이종인은 2017년 4월 경향일보와의 인터뷰에서 3년 만에 밝히는 이야기라며 다음과 같이 말했다. "해군 소장이 배를 빼라고 해서 나오면서 난 걱정을 안 했다. 너희들 겨우 5~7분 바닥에서 작업했지만 나는 70분 작업했다. 이 엄청난 가능성을 유족들도 다 봤다. 그래서 장군이 쫓아내면 유족들이 말릴 줄 알았다. 그런데 웬걸, 유족 대표가 내 멱살을 잡고 패대기 치더라. 유족 대표는 ‘아이들을 못 데리고 나왔으니 실패 아니냐’고 따졌다. 나는 ‘다이빙벨은 성공했고 구조는 지금부터다’라고 강변했다. 그러나 그 유족 대표는 ‘다이빙벨은 실패’라고 강요했다. 마지막으로 ‘내가 그렇게 말하기를 원하냐’고 했더니 ‘그렇다’고 대답하더라." 이종인의 이 발언은 2014년 5월 1일 그가 다이빙벨 실패와 자진철수를 선언하고 유족들에게 죄송하다고
말할 때와는 사뭇 다르게 들린다.

## 이종인 잠수 전문가 논란
John Bannett(존 베넷 1959-2004)이 2001년 11월 6일 인간의 한계로 여겨졌던 수심 300미터(1,000피트) 잠수에 도전하여 308미터 잠수에 성공하면서
세계 기록을 세웠다. 잠수 도전과정 기록물에 따르면 이종인이 합류하여 (잠수용) 카메라 준비와 (수중 방수용) 카메라 케이스 제작을 담당했다는 내용이 나온다. 존 바넷의 도전을 지원하는 지원 다이버(Support divers)의 수심을 21미터, 36미터, 66미터, 90미터로 정했다고 하는데 이종인이 지원 다이버로 참여했는지는 명시하고 있지 않다.
원문에는 이종인 관련 언급이 총 3번 나온다.
1) Jongin Lee would join the team closer to the day... 이종인은 (잠수)일에 가까워져서 합류할 것이다.
2) Jongin prepared the camera... 이종인은 카메라를 준비했다.
3) Jongin Lee had made the camera casing in one day and much to National Geographic's amazement it worked... 이종인은 하루만에 카메라 (수중 방수용) 케이스를 만들었고 내셔널 지오그래픽이 놀랄만큼 잘 동작했다..
2004년 2월 8일 한국 전북 부안 서해 앞바다에서 파나마 선적 철강 운반석 '두리'(DURY)호가 침몰했다. 존 베넷은 '두리'호 기름 유출 여부 확인을 위해 동료 잠수사인 로널드 로스와 수심 56미터 바다에서 작업하던 중 2004년 3월 15일 실종되었고 시체는 발견되지 않았다. 존 베넷과 로널드 로스는 사고 선박 보험회사에서 선정한 알파잠수기술공사(대표 이종인)의 초청으로 입국했고 보수를 받고 작업을 했다. 국내 수중 전문업체가 세계 최고 잠수사를 초청해서 서해 앞바다에서 사망하게 한 셈이라서 아이러니한 대목이다.
이종인은 2005년 발표된 다큐멘터리 영화 USS Cooper: Return to Ormoc Bay 제작팀 일원으로 참여했다. 2차 세계대전 당시 미군과 일본군의 필리핀 Ormoc 만 전투에서 일본군 어뢰에 맞아 미군 구축함 Cooper호가 침몰하여 193미터 해저에 잔해가 가라앉았다. 이 영화는 잠수사 Rob Lalumiere가 Cooper호의 잔해까지 잠수해서 기념패를 설치하는 과정을 담고 있다. 이 영화를 제작한 Bigfoot Entertainment의 홍보자료 원문에 이종인에 대한 언급이 한 번 나온다.
Technical support coordinator Jongin Lee oversaw such details as Lalumiere's helmet camera and underwater lighting devices. Overall, Lee was a needed voice of safety and caution on the dive. 기술지원코디네이터 이종인은 (잠수사) Lalumiere의 헬멧(에 장착하는) 카메라와 수중 조명 장비를 감독했다. 종합적으로 이종인은 안전과 디이빙 주의점에 필요한 목소리였다. 이 영화의 트레일러를 보면 잠수사가 착용한 헬멧 카메라와 조명 장비를 확인할 수 있다.
위 두 가지 사례를 보면 이종인은 업계에서 수중 카메라, 카메라 방수 케이스, 수중 조명 장비와 관련한 전문성을 인정받았던 것으로 보인다. 그러나 이종인이 세계 최고 수준 잠수사 존 베넷을 초청하여 서해 바다에서 수중 작업 중 예기치 않게 사망에 이르게 한 것은 이종인의 서해 바다 상황에 대한 이해 수준과 잠수관련 전문성에 오점을 찍었던 일이라고 할 수 있다. 이종인은 본인의 잠수 능력에 대해 2008년 'CBS 배한성의 아주 특별한 인터뷰'에서 본인의 최고 잠수 깊이가 122미터라고 밝혔다.

## 부산영화제
2014년 10월 2일 부산영화제 개막을 앞두고 9월26일 장종열 세월호 일반인 유가족 대책위원회 대표가 YTN라디오(FM 94.5) [신율의 출발 새아침]에 출연해 상영에 반대하는 인터뷰를 했다.
장종열 대표는 "이종인 사장이 마지막에 철수할 때 ‘좋은 시험의 기회가 되었다’ 그런 말을 했기 때문에요. 그리고 영화 <다이빙벨>이 어떤 의도로 제작이 되었든 간에, 저희도 아직 그 내용은 정확하게 모르지만요. 희생자뿐만 아니라, 실종되어서 가족의 품으로 못 돌아온 실종자들이 아직도 있습니다. 그래서 이게 시기상조가 아닌가. 그런 생각이 들어서 반대하는 입장입니다."라고 반대 이유를 설명했다.
다이빙벨 투입과 관련해서, 장 대표는 "최초에 진도체육관에서 다이빙벨 투입 건으로 브리핑이 있어 참석을 했는데 당시 해경이 5개인가 6개인가 안전줄을 다 설치한 시점에, 그러니까 구조작업이 원활하게 될 그 시점에 다이빙벨이 투입된다는 이야기가 나와서 유가족들이 다 반대했다. 왜냐하면 현재 해군이든 해경이든 수색작업이 활성화되어서 이제 막 하려고 하는데, 손에 익지도 않은 잠수기술장비가 와서, 그것을 익숙하게 숙지라려면 또 시간이 그만큼 지체되기 때문에 배치는 해 놓되 해경이나 해군 잠수부가 들어가는 것이 훨씬 빠르기 때문에 그거부터 해달라는 것이 유가족 측 입장이었다"고 말했다. 또한 "다이빙벨은 유가족이 원해서 결정했고, 민간인인 유가족들이 다이빙벨이 어떤 장비이고, 어떤 기능을 가지고 있고, 어떤 단점이 있는지 사실 전문가가 아니기 때문에, 긴박한 상황에서는 뭐든지 해서라도 구조하고 싶은 마음이 있으니까, 이것도 저것도 다 해달라고 한 것이다." 라고 말했다.
앵커가 이종인이 실패의 이유를 설명했는가라고 묻자 "이종인이 실패에 대해 '생각지 못했던 상황들이 있었다'는 말도 했다. 가장 큰 문제는 해경에서 협조가 안 되고, 작업하는 것에 있어서 방해요소를 만들었다는 게 문제가 되었다고 이야기를 들었다"라고 말했다.
세월호 일반인 희생자 유족대책위원회는 10월 1일 부산시청에서 서병수 부산시장을 만나 항의서한을 전달하며 영화상영 중단을 공식요구했다. "사실을 왜곡한 다이빙벨 영화상영은 고인들을 두 번 죽이고 유족들의 가슴에 대못을 박는 것"이라며 상영중단을 촉구했다. 한성식 유족대책위 부위원장은“다이빙벨 때문에 구조가 늦어지고 귀중한 시간을 허비한 것을 생각하면 지금도 가슴이 너무 아프다...다이빙벨 실패 책임을 정부와 언론 탓으로 회피한 내용 등이 가감 없이 다큐멘터리 영화로 상영된다는 것은 주객이 한참이나 전도된 것으로 절대 용납할 수 없다"고 말했다.
한편 2014년 당시 정부가 조직적으로 '다이빙벨' 상영을 저지하려 했다는 것이 사실로 확인되고 있다. 문화체육관광부가 2014년 부산국제영화제에서 '다이빙벨' 상영을 막지 못했다는 이유로 담당 실무자들을 징계했다는 법정 증언이 나왔다.
또한 당시 서병수 부산시장이 다이빙벨 상영을 반대한 배경에 당시 김종덕 문화체육관광부 장관의 요청이 있었다고 특검이 공소사실에 밝힌 바 있다.